# Pillion
Pour plus de détails, voir Fiche technique et Distribution.
Pillion est un film dramatique britannique écrit et réalisé par Harry Lighton sorti en 2025. Le scénario est basé sur le roman Box Hill (2020) d'Adam Mars-Jones. Le film, qui marque les débuts d'Harry Lighton en tant que réalisateur, met en vedette Harry Melling et Alexander Skarsgård.
Le film est présenté en avant-première mondiale dans la section Un certain regard du festival de Cannes 2025.
L'histoire est celle d'un jeune homme timide qui s'engage dans une relation SM soumise avec un motard plus âgé.

## Fiche technique
Sauf indication contraire, les informations mentionnées dans cette section peuvent être confirmées par la base de données cinématographiques IMDb,  présente dans la section « Liens externes ».
- Titre original : Pillion
- Réalisation et scénario : Harry Lighton
- Musique : Oliver Coates
- Photographie : Nick Morris
- Montage : Gareth C. Scales
- Décors : Francesca Massariol
- Costumes : Grace Snell
- Production : Emma Norton, Ed Guiney, Andrew Lowe et Lee Groombridge
- Sociétés de production : Element Pictures, BFI et BBC Film
- Distribution : Picturehouse Cinemas (Royaume-Uni)
- Pays de production :  Royaume-Uni
- Langue originale : anglais
- Format : couleur
- Genre : drame
- Dates de sortie[2] (Dates sujettes à modification) : 
  - France : mai 2025 (festival de Cannes)

## Distribution
Sauf indication contraire, les informations mentionnées dans cette section peuvent être confirmées par la base de données cinématographiques IMDb,  présente dans la section « Liens externes ».
- Alexander Skarsgård : Ray
- Harry Melling : Colin
- Brian Martin : Colton
- Georgina Hellier : Reese
- Kavcic Miha : Pillion
- Zamir Mesiti : Usher
- Paul Tallis : Pillion

## Production
En mai 2024, Harry Melling et Alexander Skarsgård rejoignent la distribution du film, avec Harry Lighton à la réalisation à partir d'un scénario qu'il a écrit. Element Pictures, BBC Film et British Film Institute produisent et financent le film, tandis que Picturehouse Entertainment se charge de le distribuer au Royaume-Uni.

## Distinctions

### Récompense
- Festival de Cannes 2025 : prix du meilleur scénario de la section Un certain regard

### Sélections
- Festival de Cannes 2025 : section Un certain regard[4]